# David Moyes
David William Moyes, škotski nogometaš in trener, * 25. april 1963, Bearsden, Vzhodni Dunbartonshire, Škotska.
Moyes je bil nazadnje trener angleškega kluba West Ham United.